# Võhma (Lihula)
Võhma – wieś w Estonii, w prowincji Lääne, w gminie Lihula. Na północ od wsi znajduje się ujście rzeki Vigala do rzeki Kasari.